# Music Nepal
Music Nepal là một công ty sản xuất âm nhạc và phân phối ở Nepal. Music Nepal được thành lập vào năm 1982 dưới đạo luật Công nghiệp của Nepal.
Music Nepal được thành lập vào năm 1982, theo Đạo luật Công nghiệp của Nepal, và là công ty phân phối âm nhạc đầu tiên ở nước này. Công ty đi tiên phong trong khái niệm thanh toán tiền bản quyền cho các nghệ sĩ và người tạo ra âm nhạc bằng cách trả một tỷ lệ phần trăm cố định cho doanh thu bán album của họ. Điều này khuyến khích sự sáng tạo và giúp cho sự tăng trưởng theo cấp số nhân của ngành, được thúc đẩy đặc biệt bởi sự phổ biến của các bài hát dân gian của các vùng khác nhau của đất nước. Music Nepal cũng đóng một vai trò xúc tác trong việc phát triển Luật Bản quyền và trong nhiều năm qua đã bắt tay với nhiều bên nắm giữ cổ phần để củng cố chế độ bản quyền ở nước này.
Sau sự sụt giảm của doanh số bán đĩa nhạc và CD ở quốc gia này, Music Nepal đã thay đổi bằng cách bán lẻ nội dung của công ty dưới các hình thức khác nhau như Ring Back Tones trong các nền tảng di động và kỹ thuật số bao gồm ITunes, Spotify, Sony Music, YouTube và gần đây hơn là trên ứng dụng do công ty phát hành. Nó cũng phát triển để đa dạng hóa các sản phẩm của mình để bao gồm các video âm nhạc, phim truyền hình và phim. Ngày nay, Music Nepal đã liên minh với một số công ty âm nhạc khác để tiếp thị kỹ thuật số cho các video, video và nhạc chuông cá nhân (PRBTs) trên toàn cầu và chiếm 3/4 thị trường âm nhạc trong nước. Nó cũng lưu trữ số lượng lớn nhất của âm nhạc và nội dung liên quan bao gồm khối lượng các bài hát gốc thuộc các thể loại khác nhau ở Nepal và các ngôn ngữ khác nhau trong khu vực và một bộ sưu tập video khá lớn ở định dạng kỹ thuật số. Với hàng thập kỷ chất lượng dịch vụ, cải tiến liên tục và cống hiến chân thành, Music Nepal đã khẳng định vị trí dẫn đầu thị trường không thể tranh cãi trong ngành kinh doanh âm nhạc ở Nepal.

## Phim
- Pardeshi
- Karamat
- Achanak
- RUDRA

## Nghệ sĩ
- Hari Devi Koirala
- Aruna Lama
- D.K Anjan
- Narayan Gopal
- Ananda Karki
- Sushil Biwsokarma
- Rojalina Lama
- Milan Gautam
- Raju Gauchan
- Jayanand Lama
- Jhalak Man Gandarbha
- Jiten Rai
- Lalu Gurung
- Maya Oli
- Laxmi Narayan Pande
- Rafik Miya
- Deepak Kharel
- Harish Mathema
- Ram Krishna Dhakal
- Ramesh Raj Bhattarai
- Sky
- Deep Shrestha
- Sunil Parajuli
- Lochan Bhattarai
- Samson Tamang
- Nabin K Bhattarai
- Prakash Gurung
- Nararaj Dhakal
- Prakash Shrestha
- Amrit Gurung
- Amber Gurung
- Gopal Yonzon
- Kamal Bahadur Khatri
- Narad Hatramchhali
- Bhakta Raj Acharya
- Nepathya
- Khushi Murali
- Ani Choying Drolma